# Lambert Maaßen
Lambert Maaßen (* 15. November 1894 in Kaldenkirchen; † 28. November 1970 ebenda) war ein deutscher Kommunalpolitiker und Landrat (CDU).

## Leben und Beruf
Nach dem Besuch der Volksschule absolvierte er eine Bäckerlehre und legte 1920 die Meisterprüfung in diesem Beruf ab. Er war danach als Bäckermeister tätig. 
Er war verheiratet.

## Abgeordneter
Dem Kreistag des ehemaligen Kreises Kempen-Krefeld gehörte er vom 13. Oktober 1946 bis zu seinem Tod am 28. November 1970 an. Maaßen war zeitweise Mitglied des Rates der Stadt Hennef.
Außerdem war Maaßen von 1945 bis 1946 Mitglied der Amtsvertretung des Amtes Kaldenkirchen und von 1946 bis 1952 Mitglied des Rates der Stadt Kaldenkirchen.

## Öffentliche Ämter
Vom 16. November 1948 bis zum 23. März 1970 war er ununterbrochen Landrat des Kreises Kempen-Krefeld. Von 1946 bis 1948 war er Bürgermeister in Kaldenkirchen.
Maaßen war in verschiedenen Gremien des Landkreistages Nordrhein-Westfalen tätig.

## Sonstiges
Am 30. Mai 1960 wurde Maaßen das Bundesverdienstkreuz I. Klasse verliehen. In Nettetal wurde eine Straße nach ihm benannt.